# Some of Us May Never See the World
 Some of Us May Never See the World è il secondo album del 2003 degli On Broken Wings prodotto dalla casa discografica Eulogy Recordings. Il tono e il suono sono notevolmente diversi da quella dell'album precedente (etichettato sui siti anche come genere Rock & Roll), l'auto-pubblicato # 1 Beautiful. Nonostante le differenze nello stile, questo non è un album ad auto-pubblicazione come Number One Beautiful.

## Tracce
1. Maybe the Earth is Flat – 2:39
2. Listless – 2:59
3. Giving Up the Ghost – 3:12
4. I Do My Crosswords in Pen – 3:16
5. The Spawning of Progression – 3:33
6. Like Starscream – 4:19
7. A Movie Kind of Life – 3:40
8. Six Hundred Cubic Centimeters – 2:22
9. As You Speak – 4:08
10. A Lazarus Envy – 11:19

## Formazione
- Jonathan Blake - voce
- Mike McMillen - chitarra
- Sean Laforce - chitarra
- "Chuck" Lombardo - basso
- Johnny Cupcakes - samples/tastiera
- Kevin Garvin - batteria

## Crediti
- Andrew Schneider - Produttore/Mixing
- Nick Zampiello - Mastering